# Catopsilia pyranthe
Catopsilia pyranthe là một loài bướm có kích thước trung bình thuộc họ Pieridae được tìm thấy ở Nam Á, Đông Nam Á và một số khu vực của Úc.